# Beneš Veliký z Vartenberka
Beneš Veliký z Vartemberka († 1294?) byl český šlechtic z rodu Markvarticů a zakladatel rodu pánů z Vartenberka. Za krále Václava II. byl nejvyšším číšníkem a zastával i další významné úřady.

## Život
Byl zřejmě synem Markvarta mladšího a vnukem Markvarta z Března. Jako první z Markvarticů se uvádí s přídomkem z Vartenberka v roce 1281 (i když je možné, že hrad založil již jeho otec). 
Společně s řadou svých příbuzných vyjednával v letech 1281–1282 v Braniborsku o navrácení českého krále Václava do Čech. Na listině z roku 1283 je zachována Benešova pečeť, kde je označen jako pincerna, tedy nejvyšší číšník krále Václava II. Na straně krále stál i o rok později ve sporu proti Závišovi z Falkenštejna.
Po smrti Záviše z Falkenštejna se dostal na dvoře krále Václava k dalším úřadům. Roku 1289 zastával úřad královského podkomořího, asi od roku 1291 byl pražským purkrabím a byl uváděn mezi předsedajícími zemského soudu. 

## Potomstvo
S manželkou Anežkou z Ronova měl Beneš pět synů, z nichž čtyři byli zakladateli nových větví rodu:
- Jan – pošlost děčínská
- Beneš (II.) – pošlost veselská
- Markvart – pošlost kumburská
- Beneš (III.) – pošlost kostecká